# Раздрто Тухељско
Раздрто Тухељско (хрв. Razdrto Tuheljsko) је насељено место у општини Кумровец, Крапинско-загорска жупанија, Хрватска.

## Историја
До територијалне реорганизације у Хрватској било је у саставу старе општине Клањец.

## Становништво
У попису становништва из 2011. године, Раздрто Тухељско је имало 97 становника.
| Број становника према пописима | Број становника према пописима | Број становника према пописима | Број становника према пописима | Број становника према пописима | Број становника према пописима | Број становника према пописима | Број становника према пописима | Број становника према пописима | Број становника према пописима | Број становника према пописима | Број становника према пописима | Број становника према пописима | Број становника према пописима | Број становника према пописима | Број становника према пописима |
| ------------------------------ | ------------------------------ | ------------------------------ | ------------------------------ | ------------------------------ | ------------------------------ | ------------------------------ | ------------------------------ | ------------------------------ | ------------------------------ | ------------------------------ | ------------------------------ | ------------------------------ | ------------------------------ | ------------------------------ | ------------------------------ |
| 1857                           | 1869                           | 1880                           | 1890                           | 1900                           | 1910                           | 1921                           | 1931                           | 1948                           | 1953                           | 1961                           | 1971                           | 1981                           | 1991                           | 2001                           | 2011                           |
| 65                             | 196                            | 235                            | 232                            | 232                            | 241                            | 235                            | 238                            | 267                            | 249                            | 225                            | 214                            | 172                            | 138                            | 125                            | 97                             |

Напомена: До 1900. исказивано под именом Раздрто.